# モノクロモン
モノクロモンはデジタルモンスターシリーズに登場する架空の生命体・デジタルモンスターの一種。

## 概要
Ver.4から登場。名前の由来は白亜紀後期に生息していた角竜モノクロニウスだが、なぜか鎧竜型とされている。

## 種族としてのモノクロモン
ダイアモンド並みの硬度を持つ巨大なツノと装甲を持つ鎧竜型デジモン。草食性の大人しい性格のデジモンだが、一度怒らせると重戦車のように突撃してくる。

### 基本データ
- 世代/成熟期
- タイプ/鎧竜型
- 属性/データ
- 必殺技/ヴォルケーノストライク
- 得意技/グランファイアー
- 勢力/ネイチャースピリッツ

### X抗体版
- 必殺技/トマホークスラッシュ

頭部の角がさらに巨大化し、形状も鉈のようなものに変形している。それを振り下ろす際には前脚の爪を地面に突き刺して体を固定する。
2021年3月19日にデジモンウェブのデジモン図鑑に追加され、詳細設定が判明した。

### 亜種・関連種・その他
- トリケラモン
- ヴァーミリモン

赤色亜種。完全体。
- キメラモン

## 登場人物としてのモノクロモン

### 漫画
- デジモンアドベンチャーVテイマー01 - エテモンキーの初登場時の乗り物として登場。ゼロに突進するが受け止められてしまう。

### アニメ
- デジモンアドベンチャー
  - 序盤に登場。縄張り争いで同種族で争っていた。
  - エテモン編に登場。エテモンの車を引いていた。
- デジモンアドベンチャー02
  - 第1話に登場。イービルリングによって凶暴化していたが、ブイモンがフレイドラモンに進化し正気を取り戻させた。
  - メキシコの選ばれし子供チチョスのパートナーデジモンゴツモンが進化した成熟期として登場。

### ゲーム
- デジモンリアライズ
  - 新海沙羅（声 - 久保田未夢）のパートナーデジモンであるバクモンの成熟期として登場。声優は上田麗奈。